# Khaled Hosseini
Khaled Hosseini (perzijski: خالد حسینی ),  Kabul, 4. ožujka 1965. i Kabul), je američko-afganistanski pisac i liječnik. Hosseini živi u SAD-u od svoje 15-e godine. Jedan je od najprodavanijih američkih pisaca u 21. stoljeću.

## Životopis
Hosseini odrasta u Kabulu, glavnom gradu Afganistana. Otac mu je radio kao diplomat, i Hosseini u dobi od 11 godina zajedno s obitelju seli u Francusku. 4 godine kasnije zatražili su azil u SAD-u. Zajedno s obitelji Khaled je preselio u Kaliforniju 1980. Studirao je na sveučilištu Santa Clara u San Diegu. Poslije završenog studija počinje raditi kao liječnik u Kaliforniji 1996. Napisao je tri romana od kojih je najpoznatiji negov prvi roman Gonič zmajeva kojeg je napisao 2003. godine. 
Oženjen je i ima dvoje djece: sina Haresa i kćerku Frah.

## Književni rad
Svoj prvi roman Gonič zmajeva, koji sadrži dosta autobiografskih podataka objavio je 2003. Postao je bestseller kao i njegov drugi roman A Thousand Splendid Suns objavljen 2007. Gonič zmajeva preveden je na 48 jezika a Marc Forester je snimio film po knjizi 2008. Drugi roman je prema 
ocjeni Publishers Weekly, bio najprodavanija knjiga u SAD-u 2007.
Radnja oba romana odigrava su u Afganistanu u turbulentnim vremenima kada talibanski režim dolazi na vlast. Romani su upoređivani s velikim epskim romanima kao što su Ptice umiru pjevajući i Prohujalo s vihorom. Svoj prvi roman je započeo kada je čuo da je talibanski režim zabranio igre s zmajevima. Drugi roman je nastao poslije njegovog posjeta Afganistanu 2003., prvog od kad je napustio zemlju.

## Vanjske poveznice
- Službena stranica  Arhivirana inačica izvorne stranice od 13. rujna 2008. (Wayback Machine)